# Cape Wilson, Sydgeorgien
Cape Wilson är en udde i Sydgeorgien och Sydsandwichöarna (Storbritannien). Den ligger i den nordvästra delen av Sydgeorgien och Sydsandwichöarna.
Terrängen inåt land är kuperad åt sydost, men åt nordväst är den platt. Havet är nära Cape Wilson åt nordost.  Trakten runt Cape Wilson är nära nog obefolkad, med mindre än två invånare per kvadratkilometer. Det finns inga samhällen i närheten. 